# Guy Éder de La Fontenelle
Pour les articles homonymes, voir Fontenelle.
Guy Éder de La Fontenelle, né Guy Éder de Beaumanoir de La Haye en 1572 ou 1573 et mort le 27 septembre 1602 à Paris, est un chef de guerre combattant du côté des Ligueurs pendant les guerres de la Ligue et un brigand célèbre dans la Bretagne de la fin du XVIe siècle, surnommé « Le Loup » (Ar Bleiz en breton).

## Biographie

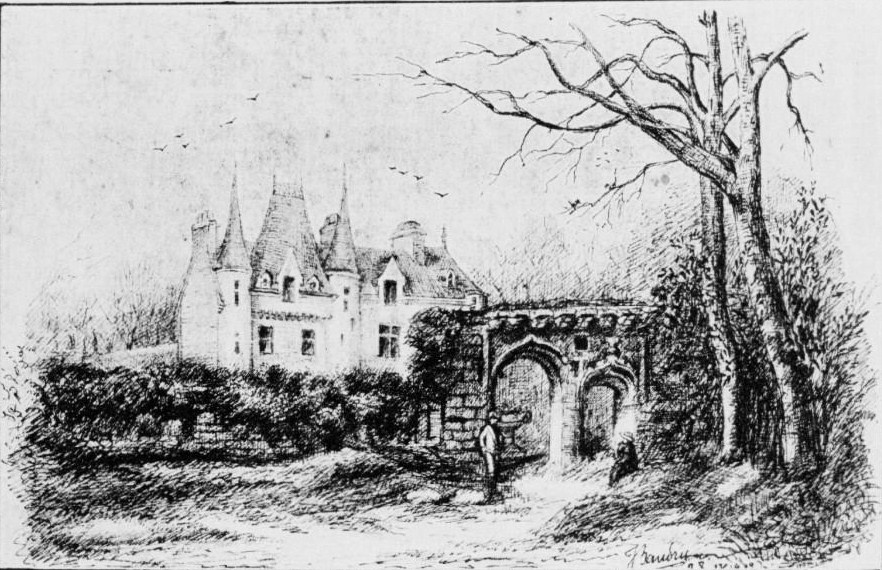
J. Baudry, Demeure de Guy Éder de La Fontenelle.

### Une date et un lieu de naissance incertains

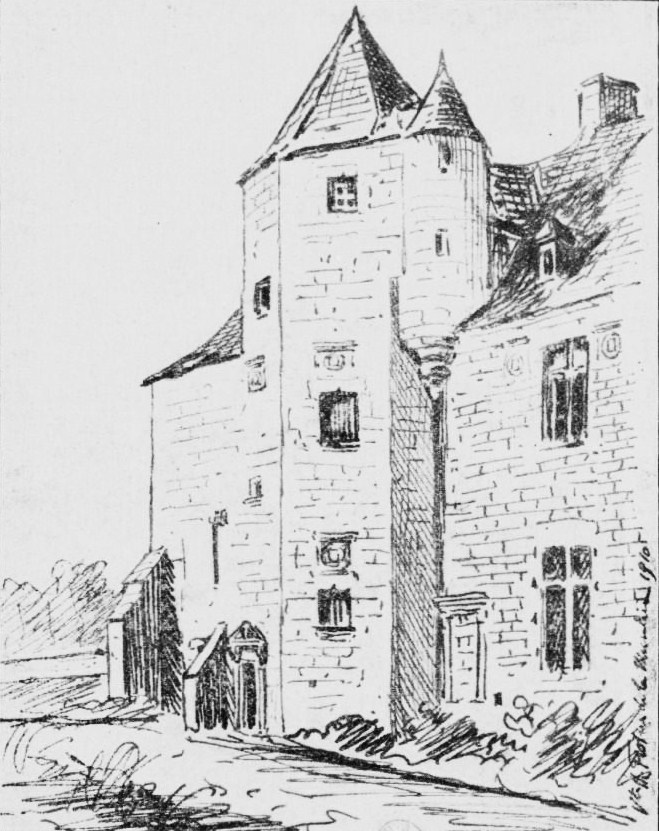
J. Baudry, Le château de Beaumanoir-Eder en Le Leslay.

Peut-être Guy Éder de La Fontenelle est-il né en 1573 dans l'ancienne paroisse de Bothoa, aujourd'hui en Saint-Nicolas-du-Pélem dans les Côtes-d'Armor, mais d'autres auteurs le font naître en 1572 au château de Langle en Guenrouët ou encore dans le manoir de Beaumanoir au Leslay, près de Quintin, toujours dans les Côtes-d'Armor où sa famille a longtemps résidé. Ses parents étaient Éder de Beaumanoir, issu d'une famille noble de la région de Quintin, et Perronnelle de Rosmar de Kerdaniel.

### Sa jeunesse
En 1587, il étudie au Collège de Boncourt (futur collège de Navarre) à Paris. Le chanoine Moreau le décrit alors comme montrant déjà « des indices de sa future vie dépravée, étant toujours aux mains avec ses compagnons de classe ». Suivi par un groupe de jeunes nobles, il a profité de l'affaiblissement de l'autorité royale pendant la guerre de la Ligue, faisant d'abord semblant d'épouser le parti catholique en allant trouver le duc du Maine, lieutenant général de France à Orléans. Âgé de 18 ans, il « réunit quelques domestiques (...) et d'autres jeunes », s'allie « à la populace qui était sous les armes pour le parti catholique » et entame ses rapines dans le Trégor, s'installant d'abord dans le château de Kersaliou en Pommerit-Jaudy, pillant châteaux, bourgs et villages.

### Bascule du religieux au banditisme

#### Ses exactions dans le Trégor
En 1590, il ravage le Trégor et la Cornouaille et entre dans la légende par ses cruautés. Disposant d'une troupe de 400 cavaliers et 3 000 hommes, se livrant partout, avec son lieutenant Jean de la Noë, à des meurtres, des massacres et des pillages du côté de Tréguier (prenant par exemple le château de Coetnénénoy en Gommenec'h), Pontrieux, Lannion (en août 1590), Callac, Morlaix, Châteauneuf-du-Faou, etc.

#### Ses exactions dans les montagnes Noires

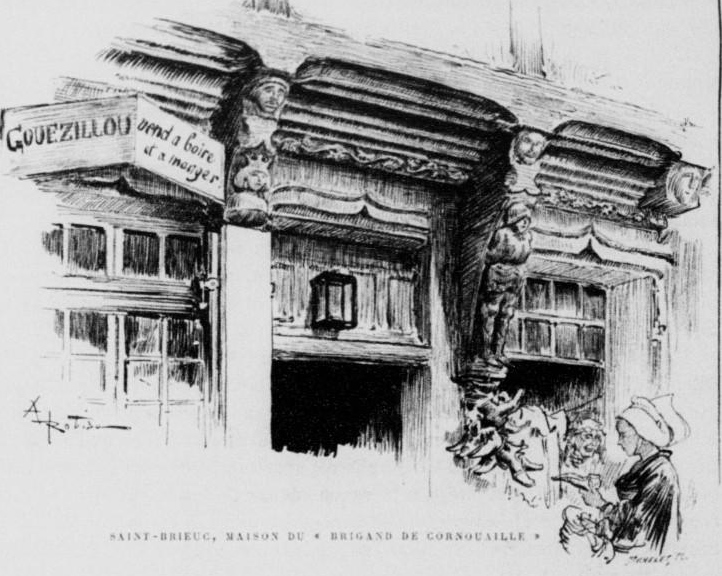
La maison du « brigand de Cornouaille » à Saint-Brieuc vers 1900, lithographie d'Albert Robida.

En 1592, il écume la région des montagnes Noires à partir de son repaire en forêt de Laz. 
Lors des guerres de la Ligue, il organise une bande de bandits autour de lui afin de piller les bourgades. À la tête de la bande, il fait prisonniers des habitants des villages rencontrés afin de demander en échange des rançons. « Ces crimes, ces perfidies jetèrent la terreur dans toute la contrée ; aussi devint-il plus hardi, il étendit le cercle de ses ravages, allant jusque dans les évêchés de Saint-Brieuc, Tréguier ». Un autre texte, daté de 1592, illustre ses exactions[pertinence contestée] :  

« La licence des gens de guerre en votre pays a été et est telle et si déréglée sur votre pauvre peuple, qu'ils n'ont omis, ni épargné aucune espèce de violences pour épuiser la subsistance, et ont exercé toutes les cruautés que la corde, le fer et le feu leur ont pu administrer pour rançonner le paysan laboureur et le marchand du plat pays innocent, et après les avoir misérablement tourmentés et gênés en leurs personnes pour extorquer leurs deniers; pillé, brûlé leurs maisons et meubles qu'ils ne pouvaient emporter, ont finalement pris le bétail, jusqu'aux porcs, et non contents de tant d'outrages ont violé femmes et filles, sans aucune distinction d'âge; encore ont contraint pour leurs pères à racheter leurs enfants pupilles, et les maris leurs femmes, et réduit votre peuple a une telle extrémité qu'il a été contraint d'abandonner maisons et familles, et cherche l'espoir et la sûreté aux forêts, entre les plus cruelles bêtes, néanmoins la rigueur de l'hiver, aimant mieux habiter avec les animaux sauvages et cherche leur vie que de languir et mourir prisonnier, entre les mains de gens de guerre, de tourments, de faim et d'ennui faute de moyen de se racheter; et se sont tellement dépouillés qu'ils ont dénié les corps morts en leur prison à la parentelle pour les inhumer, jusqu'à les racheter, faisant languir les vivants avec les corps des morts en leurs dites prisons, ce qui a tellement ruiné votre peuple, que les paroisses entières se voient désertes, les grosses bourgades abandonnées de tous leurs,habitants et ne se peut espérer aucun paiement de vos deniers, le soulagement de vos affaires et la nécessité au dit pays. »

Le 20 mars 1592, La Fontenelle entre par surprise dans une auberge réputée de Vannes, le Logis de la Tête Noire, où se tient une réunion importante des députés aux États de la Ligue. Le brigand s'adressa à l'un des convives, Jean Breut : « J'ai entendu que vous estes venu faire plainctes de moy en ces estatz, mais, par la mort de Dieu! Regardez bien ce que vous direz, car selon ce que vous direz, je vous coupperé le col ! ». Le duc de Mercœur, prévenu, fit arrêter le brigand, mais le libéra rapidement contre la promesse du bandit-chef de guerre de le soutenir lors du siège de Craon, ville alors assiégée par le prince de Dombes et les Anglais. La bataille de Craon est d'ailleurs une victoire pour le duc de Mercœur. Ensuite, il recommença ses exactions en forêt de Laz. « Installé dans ce pays, après mille courses, il en était devenu la terreur et le fléau ».
Gustave Flaubert écrit à son sujet : .

#### Au château de Coatfrec
En juillet 1592, à la demande de Philippe-Emmanuel de Lorraine, duc de Mercœur et chef de la Ligue en Bretagne, il s'empare du château de Coatfrec en Ploubezre près de Lannion, dont il devient le gouverneur pour le compte de la Ligue. En janvier 1593, La Fontenelle s'empare un temps du château du Guerrand en Plouégat, près de Lanmeur avant qu'un autre chef de guerre, Liscoët, ne s'y installe à son tour. Au printemps 1593, La Fontenelle est cerné dans le château de Coatfrec qu'il occupait depuis quelques mois et dont il avait fait le siège de ses pirateries habituelles,. Après un siège en règle du château par les royalistes commandés par Kergomar, La Fontenelle dut se rendre, le château de Coatfrec fut pillé par Kergomar et démantelé ensuite. La Fontenelle eut la vie sauve, promettant de quitter la Bretagne, ce qu'il ne fit pas.

#### Dans la région de Carhaix et au château du Granec
Chassé de Coëtfrec, il se dirigea vers Carhaix et s'y installa quelque temps. La ville, dévastée par la guerre, était sous la coupe d'un autre ligueur et voleur illustre, Anne Sanzay de la Magnane, qui venait juste de la quitter, prenant le chemin de Châteauneuf. La Fontenelle installe sa garnison dans l'église Saint-Trémeur dont la haute tour carrée était pour lui un bon observatoire.
« À trois lieues vers l'occident, en la trêve de Collorec » se trouvait le Granec. Elle était ceinte d'un bon fossé « et de levées de terre par dedans, flanquée de quatre tourelles aux quatre coins de l'enclos ». Le château possédait même, toujours aux dires du chanoine Moreau, « une tour de pierre de dix étages [sic] », sur laquelle « il y avoit cinq ou six pièces de canons en fonte verte. » La place avait déjà les années précédentes été assiégée à plusieurs reprises par des « royaux » (royalistes) car le seigneur du lieu, Vincent de Cotanezre, seigneur de Pratmaria, appartenait à la Ligue.
En juin 1593, une ruse permit au « brigand de Cornouaille », La Fontenelle, qui fit croire au seigneur du Granec que c'était le gouverneur de Morlaix qui lui envoyait des troupes pour l'épauler dans la défense de son château, de s'emparer sans combattre du château, faisant prisonnier le seigneur et ses hommes dans la grande tour. Mais quelques jours plus tard, en juillet 1593 semble-t-il, plus d'un millier de paysans de Plouyé et des paroisses avoisinantes (Landeleau, Loqueffret, Collorec, Plonévez-du-Faou, Huelgoat, etc.), profitant de l'absence du bandit parti guerroyer du côté de Morlaix, firent le siège pendant huit jours, mais La Fontenelle disposait de troupes mieux armées qui prirent les paysans par surprise, de nuit ; 800 paysans furent ainsi massacrés par les sbires de La Fontenelle aux abords du château du Granec. Ce fut un carnage affreux et La Fontenelle, toujours selon le chanoine Moreau, ne permit pas « que les parents des décédés vinssent quérir leurs corps et qu'ils reconnussent leurs morts et les faisait garder de nuit pour empêcher de leur rendre les derniers devoirs et, par ainsi, demeurèrent corrompre sur la face de la terre ». Le chanoine ajoute : « c'était une grande compassion de voir ces pauvres rustiques ainsi massacrés qui pourrirent et furent mangés par des chiens et la nuit des loups ; car si aucun des parents ne venait la nuit pour enlever un mort, il était tué sur le champ ».
La Fontenelle renforça la défense du Granec établissant des plates-formes de terre en y mettant des troncs d'arbres de long et de travers, en faisant une place qui pouvait résister même au canon, continuant à écumer le Poher et une bonne partie de la Cornouaille. Sa troupe compte alors près d'un millier d'hommes, principalement issus du Trégor. Le manoir de Trefflec'h, qui appartenait à l'époque à la famille de Keramanach, dépendait de la seigneurie du Granec et fut détruit, en même temps que le château du Granec, en 1594, par le duc de Mercœur, chef de la Ligue et gouverneur de Bretagne, lassé des exactions de La Fontenelle, en représailles contre le brigand de Cornouaille, qui les possédait et écumait la région.

#### De Corlay à Douarnenez

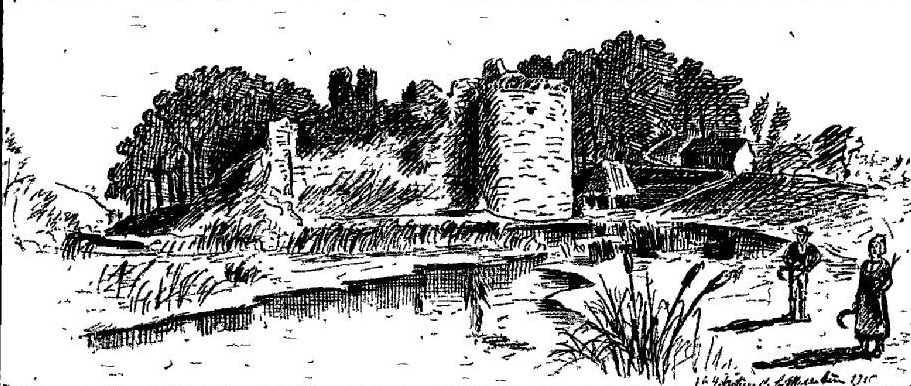
J. Baudry, Les ruines du château de Corlay en 1896.

Fin 1593, il s'empare de Corlay que Liscoët venait de quitter pour aller piller et incendier Châteauneuf-du-Faou, et s'installe un temps dans le château de Callac. Il sévit ensuite du côté de Carhaix, en compagnie de son émule, le capitaine-bandit Yves du Liscoët. Un terrifiant personnage qui, la main tranchée lors d'une bataille, « s'en fit placer une de fer, à ressorts, si habillement exécutée qu'il s'en servait comme d'une main naturelle pour manier l'épée ». Puis il s'empare de Châteaulin, de Douarnenez (février 1594), ensuite de Locronan (mai 1594). « Il ne séjournait longtemps dans aucune de ses demeures […] ; avec les siens il courait les chemins et les villages ; […] partout il semait l'inquiétude et rançonnait les gens sur son passage, levant des deniers pour ses troupes, réquisitionnant bœufs, vaches, pourceaux, chapons, vin, froment, blé noir et le reste, vidant les écuries, les celliers et les coffres. Il effraya même l'importante ville de Quimper » qui lui envoie une députation pour le prier probablement de ne pas prolonger son séjour dans les parages.

#### L'enlèvement de Marie Le Chevoir
Louis-Guillaume Moreau raconte :

« Le sieur de Parcevaux, seigneur de Mézarnou [en Plounéventer], […] habitait un des plus beaux manoirs de l'évêché de Léon. […] L'entrée du manoir de Mézarnou était alors défendue par deux petits pavillons où logeaient les gardes du château. À peine La Fontenelle eut-il fait connaître à ceux-ci son nom que (...) monsieur de Mézarnou vint le recevoir avec beaucoup d'empressement. […] Le sieur de Mézarnou, après avoir fait entrer La Fontenelle dans la grande salle d'honneur située au rez-de-chaussée, fit conduire les gens de sa suite dans les cuisines et donna l'ordre de leur servir des rafraîchissements. La pièce […] était éclairée par de grandes croisées de pierres, garnies extérieurement de forts barreaux de fer entrecroisés comme les grilles d'une prison. Le feu pétillait dans l'immense cheminée de la salle du manoir. Une longue table de chêne qui, suivant l'usage du temps, occupait le milieu de l'appartement, était déjà recouverte d'une nappe de toile d'une grande finesse, sur laquelle resplendissaient de superbes pièces d'argenterie et une riche vaisselle attestant la richesse des propriétaires du lieu. »

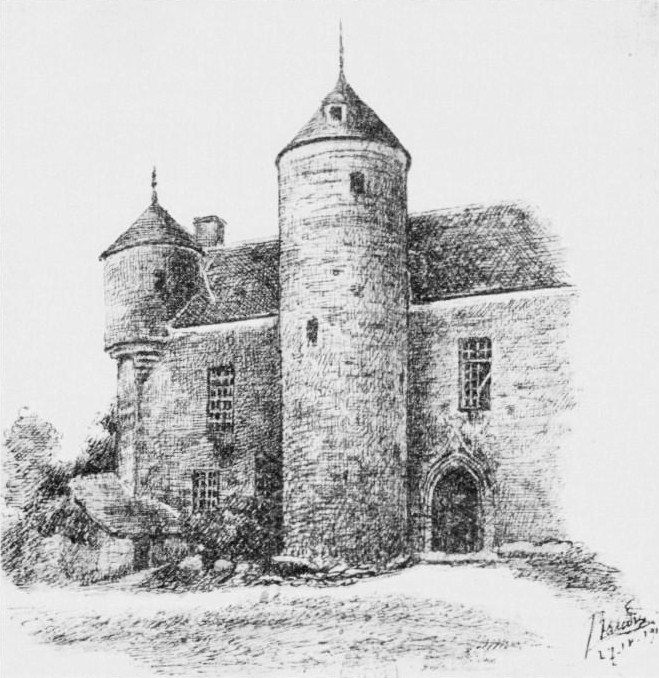
Le château de Coadelan (Coadezlan), commune de Prat, dessin de J. Baudry (vers 1910).

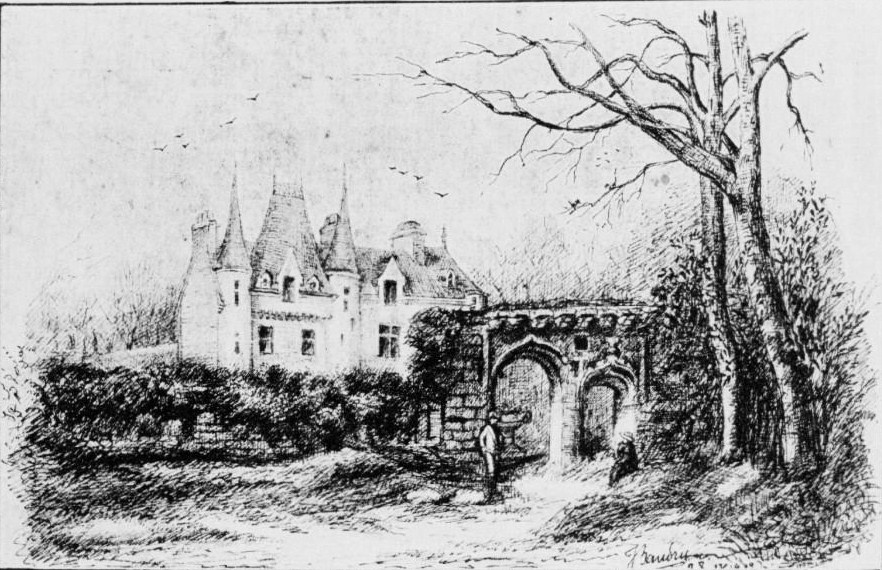
Le manoir de Trébriant en Trémel, une des demeures de Guy Éder de La Fontenelle, dessin de J. Baudry.

Guy Éder de La Fontenelle, trompant la confiance de son hôte, enleva par surprise Marie Le Chevoir, riche héritière, en particulier du manoir de Coadelan dans la paroisse de Prat (dans les Côtes-d'Armor actuellement) et fille d'un premier mariage de Renée de Coëtlogon, seconde épouse d'Hervé de Parcevaux, alors âgée de 9 à 12 ans selon les sources, qu'il emmena peut-être dans un couvent d'Ursulines à Saint-Malo (le fait est contesté) avant de l'épouser quelque temps plus tard, malgré son jeune âge bien avant ses 14 ans (âgée de 11 ans probablement) dans l'île Tristan.
Une gwerz, dont plusieurs versions différentes existent d'ailleurs, dont certaines collectées par François-Marie Luzel, fait allusion à ces évènements. Toutefois, un document datant de 1619, prétend que ce sont Hervé de Parcevaux et Renée de Coëtlogon qui « baillèrent prodvitoirement et livrèrent ladicte Le Chevoir de leur propre auctorité à Messire Guy Eder, sieur de La Fontenelle pour la luy faire espouser sans advis de parents ni décret de justice ». Est-ce par contrainte ou par nécessité, on ne le saura jamais. De manière surprenante, Guy Éder de La Fontenelle réussit à se faire aimer de sa jeune épouse.

#### Dans l'Île Tristan

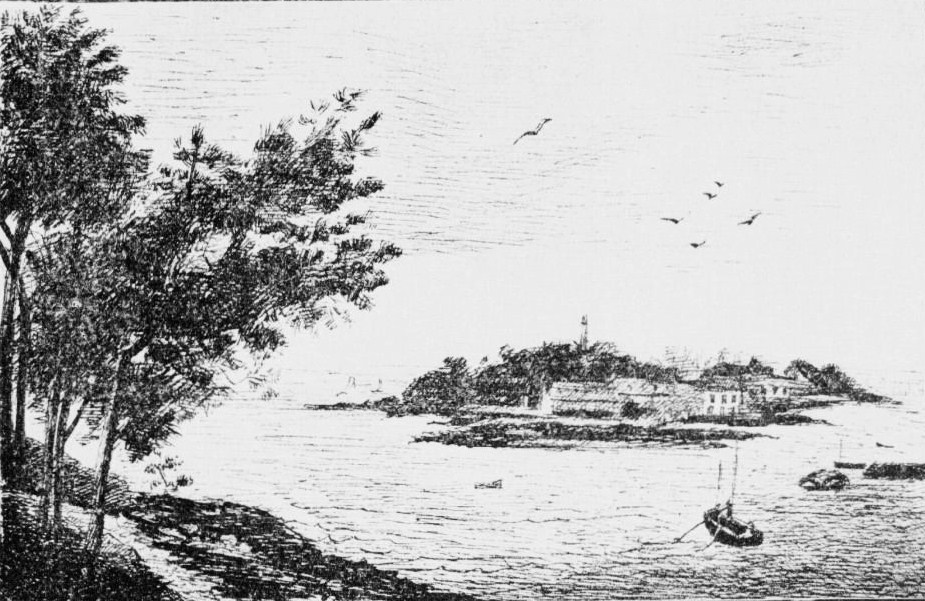
L'Île Tristan en baie de Douarnenez, dessin de J. Baudry (1912).

Il s'installe en juin 1595 dans une île face à Douarnenez, l'actuelle île Tristan, dont il fit le quartier principal d'une garnison de 700 ou 800 hommes. Il oblige les habitants du lieu à démolir leurs maisons pour édifier des fortifications pour son repaire. Les habitants des paroisses voisines de Douarnenez firent appel au comte du Granec, fils du comte de Pratmaria, seigneur du Granec, qui se trouvait alors au château de Laz, près de Châteauneuf-du-Faou. Le comte du Granec rassembla environ 2 000 hommes des « communes » (paysans des paroisses avoisinantes des alentours de Quimper, Pont-l'Abbé, Pont-Croix, Châteaulin et Châteauneuf) à Plogastel-Saint-Germain. Guy Éder de la Fontenelle sort alors avec 400 de ses cavaliers de l'île Tristan pour aller attaquer par surprise cette armée amateure mal armée, tuant environ 1500 d'entre eux et faisant prisonnier le comte du Granec, qu'il libéra toutefois peu après. La Fontenelle est à son tour retenu prisonnier par François d'Espinay de Saint-Luc entre octobre 1595 et avril 1596.
Les troupes royales, commandées par le capitaine Duprez, viennent alors l'attaquer, profitant d'une marée basse, dans son repaire de l'île Tristan, mais Duprez est tué dès le début des combats et les royaux se replient aussitôt à Quimper. Peu après, Penmarc'h, opulente cité qui pouvait mettre sur pied trois mille arquebusiers dont les habitants avaient construit un fort à Kérity et fortifié l'église de Tréoultré où ils avaient caché leurs richesses, se croyait à l'abri des attaques du brigand. Mais l'église fortifiée est attaquée par La Fontenelle et son lieutenant Romar : « Ce fut près du grand autel qu'ils firent une horrible boucherie des habitants qui s'étaient presque tous réfugiés autour de la nef où ils avaient dressé leurs lits », lesquels s'emparent ensuite aisément du fort de Kérity. « Trois cent navires qui se trouvaient en ce moment dans le port servirent à embarquer le butin considérable qui fut fait dans cette expédition ». La ville fut à tout jamais ruinée et n'a jamais depuis retrouvé sa splendeur d'alors.
Les mises à sac de Penmarc'h et de Pont-Croix lui ont rapporté un énorme butin qu'il entasse dans l'île Tristan (qu'il rebaptise île Guyon) à Douarnenez. De là, il poursuit ses exactions, rançonnant les habitants, dans toute la Cornouaille, et même une partie du Trégor : le 28 octobre 1597 par exemple, il attaque le bourg de Ploumilliau ; et à une date non précisée Primel dont il envisageait de faire un second repaire analogue à celui de l'île Tristan.
Vers 1597, le domaine de Névet est pillé par Guy Eder de La Fontenelle, comme le raconte Sourdéac : « La Fontenelle fit main basse sur quantité de villages des domaines de Névet, en fit couper et emporter tous les arbres, […], s'empara du château de Lézargan, dispersant tous les titres et garants, pillant la ville de Pouldavid, dépendant de ce fief, en exila les habitants, la démolit entièrement jusqu'aux halles, moulins, prisons et patibulaires et se servit des pierres pour construire et fortifier les bâtiments de son île ».

### Procès et condamnation à mort
En 1598, François de Goësbriand entame un procès en dommages et intérêts pour la prise de Coëtfrec, et une prise de corps est acté contre La Fontenelle le 1er avril 1599. Il est arrêté à Bréhat en mars 1600 et enfermé à Rennes. Dans un édit antérieur au procès, il s'était assuré que quelconque fait le concernant durant la Ligue devrait être porté devant le Grand Conseil de Henri IV. Ce dernier gracie La Fontenelle des faits qui lui sont reprochés en mai 1601.
L'année suivante, il est accusé d'avoir participé à la conspiration du duc de Biron au profit des Espagnols, et le 25 septembre 1602 le Grand Conseil du Parlement de Paris le condamne pour haute trahison au supplice de la roue. Il est exécuté et rompu vif à Paris en place de Grève le 27 septembre 1602. Sa tête fut exposée, durant quelques jours, au sommet de la porte de Toussaint à Rennes,.

## Son souvenir dans les récits populaires bretons
Théodore Hersart de la Villemarqué publie en 1845 une chanson en breton intitulée Fontanella qui narre l'enlèvement de Marie Le Chevoir de Coadélan, fille d'un marquis et riche héritière âgée de 8 ou 9 ans qu'il va chercher jusque dans la région de Brest. Épouse de La Fontenelle, elle se serait revendiquée comme veuve lors du procès de ce dernier. Elle meurt quelques mois après son exécution, en février 1603. Ce chant ne parle cependant pas des crimes qu'il a commis,.
D'autres chefs de bandes écumèrent la région à la même époque, comme Yves du Liscoët et Anne Sanzay de la Magnane.
Gustave Charles Fagniez, dans son livre L'Économie sociale de la France sous Henri IV, 1589-1610 publié en 1897 écrit : « On frissonne encore dans les veillées de Bretagne en écoutant les chants populaires qui racontent les crimes et le châtiment d'Eder de la Fontenelle roué le 27 septembre 1602 et nous émeuve sur les victimes d'une femme, Marguerite Charlès et des Rannou, ses lieutenants, qui, postés à la tête d'une bande de voleurs, à Saint-Michel-en-Grève, entre Lannion et Plestin, détroussaient et assassinaient les voyageurs ».

## Son épée
L'épée de La Fontenelle est conservée à Quimper au musée départemental breton.

Épée de La Fontenelle, Quimper, musée départemental breton
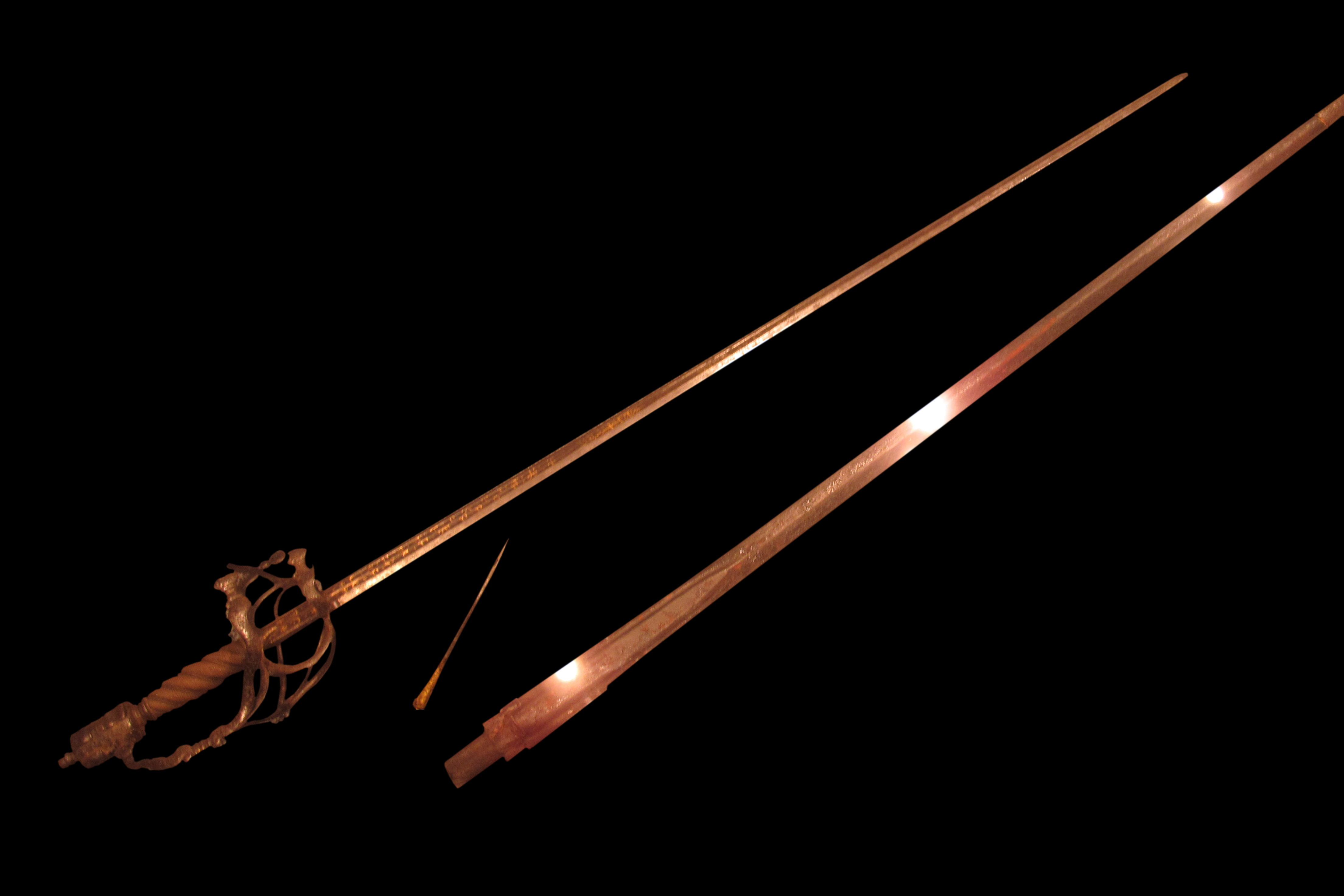
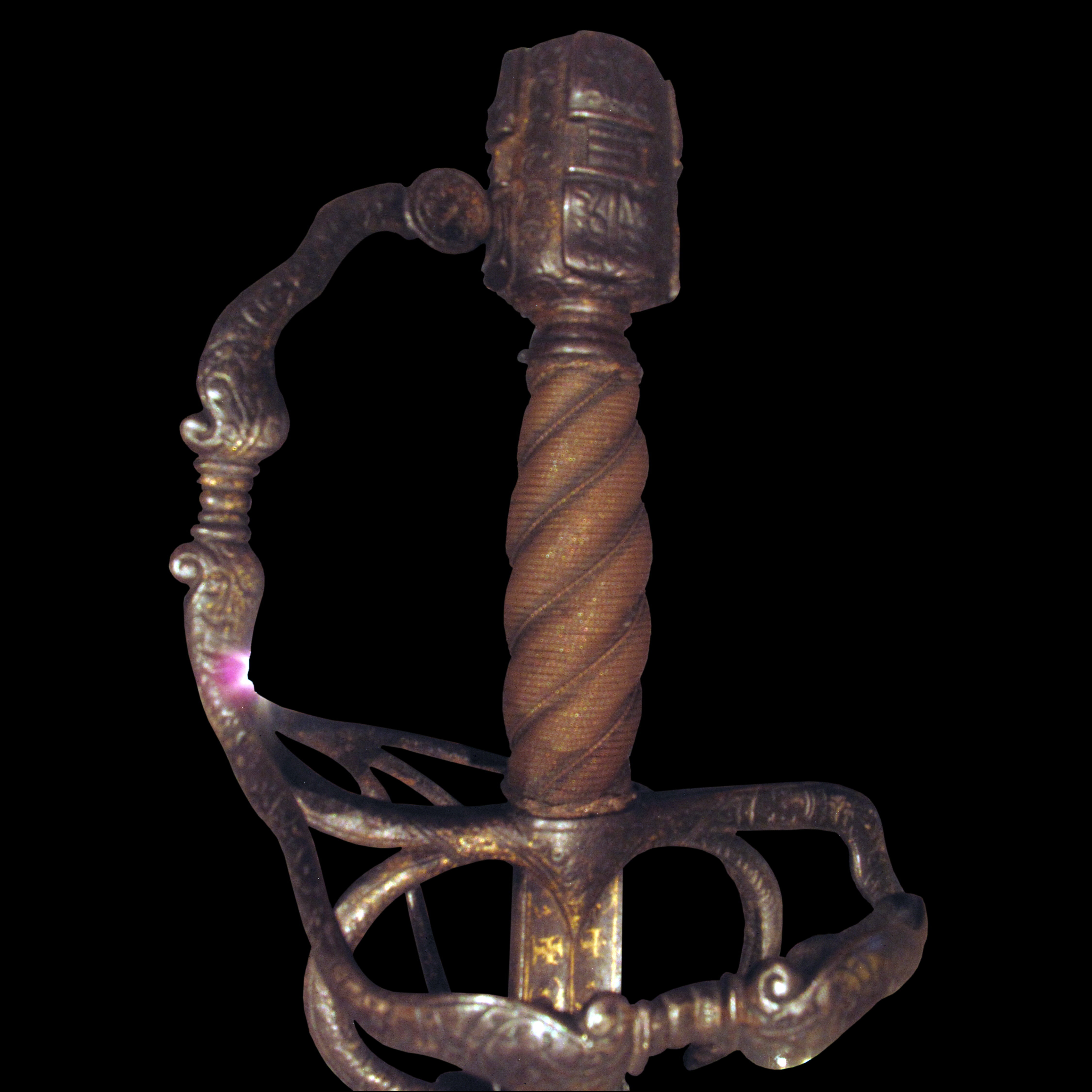